# 洛斯德伊嫩

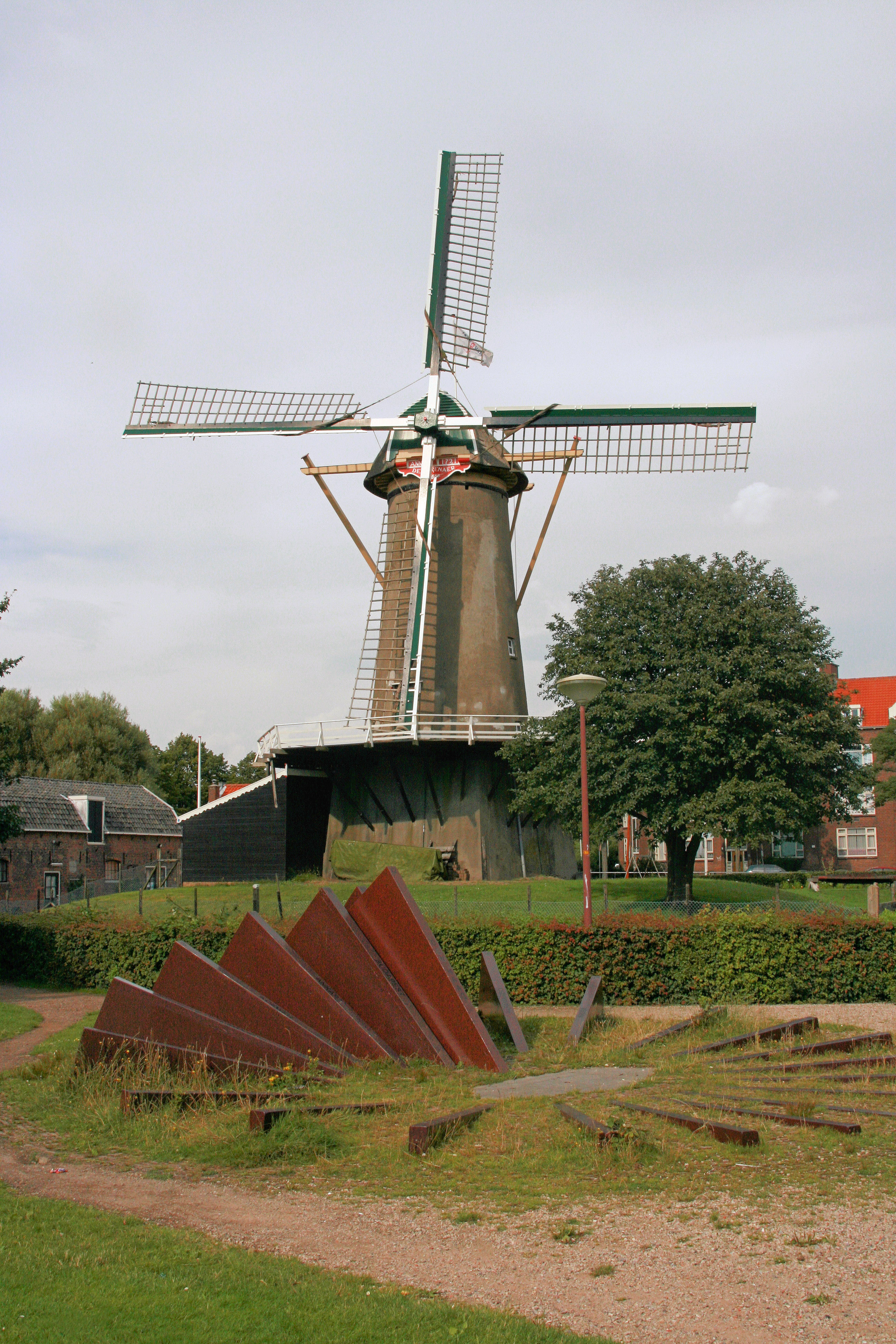
洛斯德伊嫩的風車

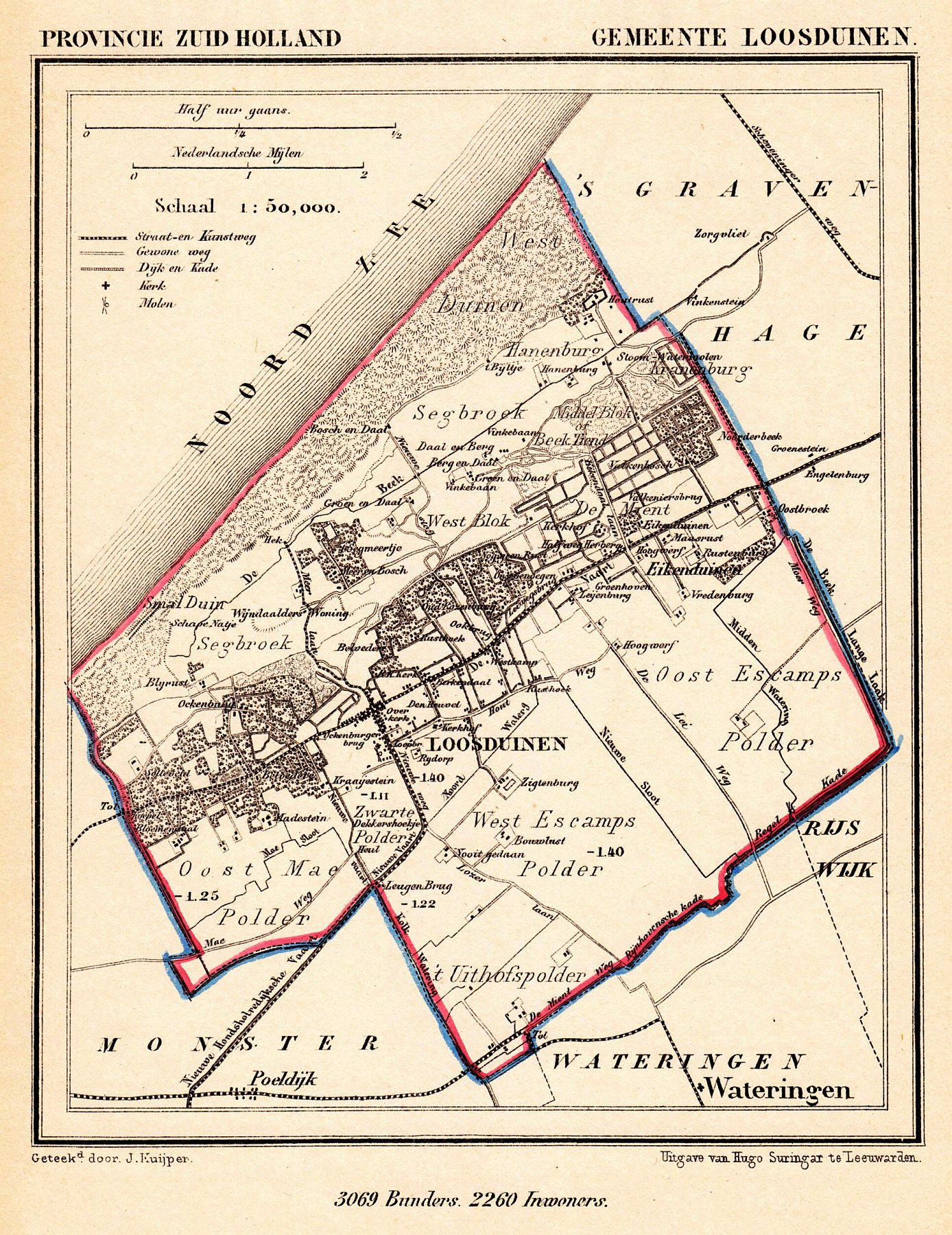
洛斯德伊嫩市地圖 (1869)

洛斯德伊嫩（荷蘭語：Loosduinen，荷蘭語發音：[loːzˈdœynə(n)]）是荷蘭海牙的一個行政區。它在1923年被海牙市兼併之前，原本是一個獨為市镇的村莊。
洛斯德伊嫩擁有自己的方言（Loosduins），跟海牙方言很相似。

### 註腳
1. ↑  .   [2018-06-20]. （原始内容存档于2015-11-17）.
2. ↑  Ad van der Meer and Onno Boonstra. . KNAW. 2006. （原始内容存档于2007-02-20）.
3. ↑  Goeman, Ton, , Kruijsen, Joep; van der Sijs, Nicoline  (编),  (PDF), Uitgeverij Contact: 121–135, 1999  [2018-06-20], （原始内容存档 (PDF)于2020-10-27）